# Рыцарский роман (фильм)
Это статья о фильме. О литературном жанре см. Рыцарский роман
«Рыцарский роман» — российский художественный фильм по мотивам романа Вальтера Скотта «Граф Роберт Парижский». Вышел в 2000 году.

## Сюжет
События разворачиваются в конце XI века во время первого крестового похода. Победитель рыцарского турнира граф Роберт Парижский в качестве награды удостоился чести сопровождать графиню Бригитту в крестовом походе в Иерусалим.

## В ролях
- Александр Иншаков — граф Роберт Парижский
- Вера Сотникова — Бригитта
- Наталья Фатеева — мать Бригитты
- Василий Лановой — император Византии Алексей I Комнин
- Любовь Полищук — императрица Ирина
- Ирина Безрукова — их дочь, Анна Комнина
- Николай Ерёменко-мл. — кесарь Никифор Вриенний
- Юрий Слободенюк — палач Татий
- Арнис Лицитис — маркиз де Во
- Виктор Павлов — Агелласт, византийский вельможа
- Сергей Безруков — озвучивание
- Любовь Полехина